# Buhani
Buhani – wieś w Rumunii, w okręgu Arad, w gminie Dezna. W 2011 roku liczyła 176 mieszkańców. 